# Vilayet dello Yemen
Il vilayet dello Yemen (in turco: Vilâyet-i Yemen), fu un vilayet dell'Impero ottomano, nell'area dell'attuale Yemen.

## Storia
Dopo il crollo dell'Imamato Zaidi per le divisioni al suo interno e la partecipazione alla guerra di Crimea, gli ottomani si spostarono nello Yemen settentrionale, prendendo la città di San'a e rendendola la capitale del nuovo vilayet dello Yemen dal 1872. Malgrado quest'azione di forza, il controllo ottomano rimaneva comunque confinato in gran parte alle città ed il governo degli imami Zaidi venne formalmente riconosciuto nell'Alto Yemen.
L'interesse degli inglesi nel ridurre la pirateria sui mercanti britannici impegnati nell'area portò alla creazione di un loro protettorato sulla città di Aden nel 1839 che si espanse con nuovi possedimenti negli anni successivi. La regione ottenne un'importanza strategica e politica fondamentale dopo l'apertura del Canale di Suez nel 1869 ed i traffici verso il Mar Rosso e verso l'India aumentarono notevolmente anche in quest'area.
A partire dal 1872, dopo che la regione di Sana'a venne posta fermamente sotto il controllo ottomano, Ahmed Muhtar Pascià si preoccupò di restaurare l'amministrazione del precedente eyalet dello Yemen, dividendo l'area in quattro sanjak, con la città di San'a come capitale del nuovo vilayet.
Ottomani e inglesi stabilirono de facto i confini tra Yemen del nord e del sud, che vennero formalizzati nel trattato del 1904. Ad ogni modo le lotte interne non si placarono mai e la maggior presenza di turchi che sudditi britannici acconsentì all'Imamato Zaydi di ricostruire il proprio potere contro un nemico comune. Nel 1905, infatti, scoppiò una ribellione delle tribù Zaydi.
Le forze turche si ritirarono dall'area dopo la fine della prima guerra mondiale nel 1918 e l'Imam Yahya Muhammad rafforzò il proprio controllo sullo Yemen settentrionale dando vita al Regno Mutawakkilita dello Yemen.

## Geografia antropica

### Suddivisioni amministrative
I sanjak del vilayet dello Yemen nel XIX secolo erano:
1. sanjak dello Yemen
2. sanjak di Hudeyde
3. sanjak di Asir
4. sanjak di Taʿizz

## Governatori
Elenco dei governatori del vilayet dello Yemen:
- Babanli Ahmed Pasha (agosto 1864 - febbraio 1867)
- Tacirli Ahmed Pasha (febbraio 1867 - marzo 1869)
- Halepli Ali Pasha (marzo 1869 - maggio 1871)
- Topal Bursali Mehmed Redif Pasha (maggio 1871 - agosto 1871)
- Katircioglu Ahmed Muhtar Pasha (settembre 1871 - maggio 1873)
- Ahmed Eyyub Pasha (maggio 1873 - aprile 1875)
- Mustafa Asim Pasha (aprile 1875 - aprile 1879)
- Botgoriceli Ismail Hakki Pasha (dicembre 1879 - dicembre 1882)
- Mehmed Izzet Pasha (dicembre 1882 - dicembre 1884)
- Ahmed Fevzi Pasha (1ª volta) (dicembre 1884 - dicembre 1886)
- Ahmed Aziz Pasha (dicembre 1886 - dicembre 1887)
- Topal Osman Nuri Pasha (December 1887 - giugno 1889)
- Potirikli Osman Nuri Pasha (giugno 1889 - maggio 1890)
- Botgoriceli Ismail Hakki Pasha (maggio 1890 - aprile 1891)
- Hasan Edip Pasha (aprile 1891 - dicembre 1891)
- Ahmed Fevzi Pasha (2ª volta) (dicembre 1891 - maggio 1898)
- Hüseyin Hilmi Pascià (maggio 1898 - ottobre 1902)
- Çerkes Abdullah Reshid Pasha (ottobre 1902 - agosto 1904)
- Biren Mehmed Tevfik Pasha (agosto 1904 - agosto 1905)
- Ahmed Fevzi Pasha (3ª volta) (agosto 1905 - ottobre 1908)
- Arnavud Hasan Tahsin Pasha (ottobre 1908 - gennaio 1910)
- Kamil Bey (gennaio 1910 - aprile 1910)
- Mehmed Ali Pasha (aprile 1910 - novembre 1911)
- Akdilek Mahmud Pasha (novembre 1911 - dicembre 1918)